# شاين كريستنسن
شاين كريستنسن (بالإنجليزية: Shane Christensen)‏ هو لاعب دوري الرغبي أسترالي، ولد في 20 مارس 1970.